# Stefano Bianchi
Stefano Bianchi (Roma, 9 giugno 1976) è un astrofisico italiano.

## Attività di ricerca
Attualmente Professore Associato presso il Dipartimento di Matematica e Fisica dell'Università degli Studi Roma Tre, è associato all'INAF e membro dell'Unione Astronomica Internazionale.
I suoi interessi scientifici si concentrano nel campo dell'astrofisica delle alte energie, in particolare sui buchi neri, i Nuclei Galattici Attivi e le binarie X. Fa parte del NASA/ASI IXPE Science Team e dello Users' Group di XMM-Newton della ESA. È coinvolto nella definizione scientifica delle missioni spaziali future dell'Agenzia Spaziale Europea Athena and LISA. Ha pubblicato più di 230 articoli su riviste scientifiche internazionali ad alto impatto, con più di 9000 citazioni e un h-index di 54. Ha inoltre tradotto in italiano tre libri di divulgazione scientifica per l'editore Dedalo, vincendo il premio "Città di Monselice" per la traduzione scientifica nel 2007.

## Premi
- Premio Bruno Rossi 2024, in qualità di membro della collaborazione scientifica di IXPE[9][10]
- Premio Città di Monselice per la traduzione scientifica (2007)[11][12][13]

## Ruoli scientifici
- Membro dell'XMM-Newton Users' Group presso l'Agenzia Spaziale Europea (2019–oggi)[4]
- Review Editor per Frontiers in Astronomy and Space Sciences[14]
- Membro dell'Editorial Board Member di Galaxies[15]
- Membro del Science Team di IXPE[3]
- Membro della IAU[2]

## Libri ed articoli scientifici
Stefano Bianchi ha pubblicato più di 230 articoli su riviste scientifiche internazionali ad alto impatto. Ha tradotto tre libri di divulgazione scientifica in italiano.

### Libri
- Hans Christian von Baeyer, Informazione. Il nuovo linguaggio della scienza, traduzione di Stefano Bianchi, collana La Scienza Nuova, edizioni Dedalo, 2005, p. 296, ISBN 9788822002266[16].
- Tom Siegfried, L'Universo strano. Idee al confine dello spazio-tempo, traduzione di Stefano Bianchi, collana La Scienza Nuova, edizioni Dedalo, 2007, p. 352, ISBN  9788822002327[17].
- Dan Hooper, Il lato oscuro dell'universo. Dove si nascondono energia e materia, traduzione di Stefano Bianchi, collana La Scienza Nuova, edizioni Dedalo, 2008, p. 240, ISBN 9788822002419[18].

### Articoli scientifici rappresentativi
- Nicastro F. et al., Chandra Discovery of a Tree in the X-Ray Forest toward PKS 2155-304: The Local Filament?, The Astrophysical Journal, Volume 573, Issue 1, pp. 157-167, 10.1086/340489[19]
- Bianchi S. et al., The soft X-ray/NLR connection: a single photoionized medium?, Astronomy and Astrophysics, Volume 448, Issue 2, March III 2006, pp.499-511, 10.1051/0004-6361:20054091[20]
- Bianchi S. et al., CAIXA: a catalogue of AGN in the XMM-Newton archive. I. Spectral analysis, Astronomy and Astrophysics, Volume 495, Issue 2, 2009, pp.421-430, 10.1051/0004-6361:200810620[21]
- Ponti G. et al.,  CAIXA: a catalogue of AGN in the XMM-Newton archive. III. Excess variance analysis, Astronomy & Astrophysics, Volume 542, id.A83, 23 pp., 10.1051/0004-6361/201118326[22]
- Kaastra J.S. et al., A fast and long-lived outflow from the supermassive black hole in NGC 5548, Science, Volume 345, Issue 6192, pp. 64-68 (2014), 10.1126/science.1253787[23]

## Interviste, divulgazione
- Press-release della NASA (07/11/2019):  Hubble Uncovers Black Hole Disk that Shouldn't Exist, su nasa.gov.
- Press-release della ESA Hubble (23/03/2017):  Hubble detects supermassive black hole kicked out of galactic core, su esahubble.org.
- Intervista di Frascati Scienza (14/01/2016):  Frascati Scienza intervista Stefano Bianchi, su youtube.com.
- #AthenaNuggets 48:  Mapping the Surroundings of Supermassive Black Holes, su the-athena-x-ray-observatory.eu.
- Rubrica AskAstro della rivista Astronomy  (21/02/2021):  What happens when a galaxy ejects its supermassive black hole?, su astronomy.com.